# Матвеев, Андрей Артамонович
Граф (с 1715) Андре́й Артамо́нович Матве́ев (15 [25] августа 1666 — 16 [27] сентября 1728) — окольничий, сподвижник Петра Великого, в 1699—1715 гг. его постоянный представитель за границей, один из первых русских мемуаристов, автор записок о дворе Людовика XIV.

## Ранние годы
Единственный сын ближнего боярина Артамона Матвеева и Евдокии Григорьевны Гамильтон, дочери шотландца, потомка древнего и знатного рода, выехавшего на службу в Россию в начале XVII века. На восьмом году пожалован комнатным стольником во дворец. 12 мая 1682 года получил придворную должность спальника, разделил с отцом ссылку в Пустозерск и Мезень (1676—1682) и едва не погиб во время Стрелецкого бунта 1682 года, когда его отец был убит стрельцами.
Если верить его запискам, именно в доме Матвеевых нашли убежище от разъярённых стрельцов Лев Кириллович Нарышкин и другие родственники царевича Петра. Он должен был отправиться в ссылку, но попал в число тех, которые, по стрелецкому рапорту, «не посланы для того, что их не сыскано».
Андрей Матвеев не принимал участия в военных потехах молодого царя и никогда не был к нему особенно близок. Своим учителям Подборскому и Спафарию он был обязан отличным для своего времени воспитанием, выучил иностранные языки, говорил даже по-латыни. За границей с большим уважением отзывались о его образованности. Под пару Матвееву была и его жена. Приезжавшие в Россию иностранцы одобрительно отзывались о молодом, знатном и учёном муже. К примеру, француз де ла Невилль, называющий Матвеева «мой друг Артамонович», пишет: «Этот молодой господин очень умён, любит читать, хорошо говорит на латыни, очень любит новости о событиях в Европе и имеет особую склонность к иностранцам».
С 1691 по 1693 годы Матвеев воеводствовал в Двинском крае, через который шла вся морская торговля России с Европой, затем в другом крупном торговом центре — Ярославле. В 1692 году пожалован чином окольничего. После отстранения от воеводства занялся переводом «Анналов» Барония (сохранился в рукописи).

## Жизнь за границей
По окончании великого посольства Матвеев (с Курбатовым) был направлен в 1699 году в Гаагу чрезвычайным и полномочным послом при Голландских штатах. Иностранцы не скрывали враждебности и презрения к «варварам»-московитам, которые только что были повержены «цивилизованными» шведами под Нарвой. «Жить мне здесь теперь очень трудно… Обращаюсь между ними как отчуждённый, и от нарекания их всегдашнего нестерпимо снедаюсь горестию», — докладывал Андрей Артамонович на родину.

Прежде всего ему пришлось защищаться от предубеждений, по-видимому, глубоко укоренившихся в общественное мнение, против русских и их государя. «Правда ли, — спрашивали Матвеева, — что во время пребывания в Голландии царь разбил свой стакан, заметив, что туда налили французского вина?» — «Его величество обожает шампанское». — «Правда ли, что однажды он приказал Меншикову повесить сына?» — «Но это история из времён Ивана Грозного». Такие попытки оправдания не имели большого успеха.

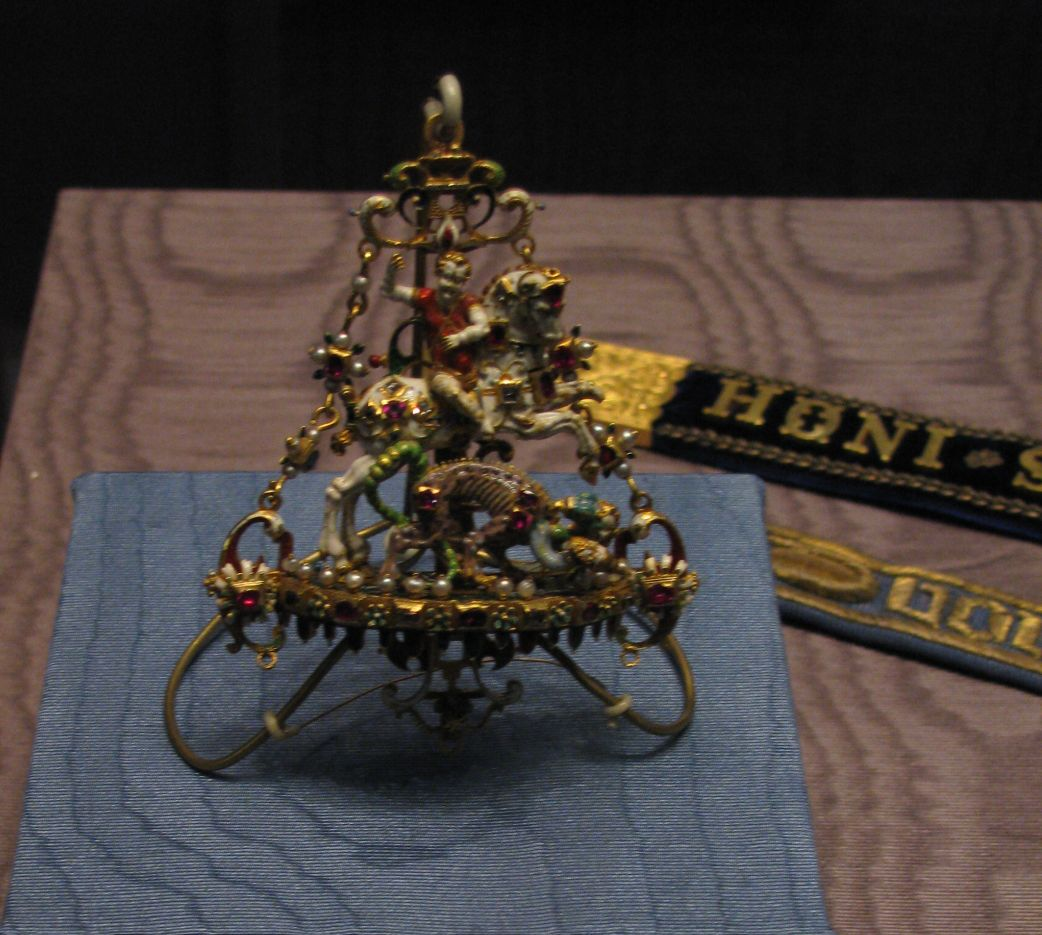
Фальшивый орден Подвязки

При этом на содержание резидента из казны отпускалось всего 2000 рублей. Несмотря на бедственное финансовое положение, Матвееву удавалось закупать оружие и вербовать на царскую службу иностранных специалистов. Главной задачей его было укрепление международного престижа России. Ему было поручено «распалять злобу англичан и голландцев против шведа», а также надавить на штатгальтера, чтобы тот через своего константинопольского резидента способствовал заключению мира между царём и султаном. Важным итогом миссии Матвеева стало сохранение Голландией нейтралитета в Северной войне.
Впоследствии по поручению Петра I Матвеев ездил из Гааги в Париж (1705—1706) и Лондон (1707—1708), предлагая этим дворам выступить посредниками при заключении русско-шведского мира. С французами он пытался договориться об освобождении задержанных торговых судов и о заключении торгового договора (не состоялся), а британцев (соплеменников своей матери) отклонял от признания польским королём Станислава Лещинского, суля королеве «великую алианцыю» (союз). Иностранцы в своей массе воспринимали царского посланника не слишком серьёзно:

В Голландии он напрасно устраивал «первым господам и госпожам» собрания в своем доме, «забавы картами» и «иные утехи»; во Франции ему пришлось убедиться, что «дружба с французами, чрез сладость своих комплиментов, в прибыльном деле малой случай нам кажет»; а английское министерство, по его признанию, «в тонкостях и пронырствах субтельнее самих французов», здесь «от слов гладких и бесплодных происходит одна трата времени».
Предполагается, что из Лондона русский посланник вывез «знаки ордена Подвязки», пожалованного якобы его отцу, но на самом деле никакого отношения к этой награде не имеющие. Оскорбление, нанесённое летом 1708 года Матвееву в Лондоне арестом по жалобе кредитора, вызвало возмущение русского правительства и привело к изданию парламентом закона, впервые зафиксировавшего понятие дипломатического иммунитета. Позже, в феврале 1710 года, английский посол Уитворт от имени своей королевы принёс Петру I официальные извинения по этому делу.
В 1712 году Матвеев был переведён из Гааги в Вену ко двору Карла VI, императора Священной Римской империи. В преддверии Прутского похода он хлопотал о ведении совместных с «цесарцами» действий против турок и заключении антитурецкого союза. Деятельность Матвеева при императорском дворе не принесла России внушительных выгод. 20 февраля 1715 года, при отъезде А. А. Матвеева из Вены австрийский император Карл VI пожаловал ему титул графа Священной Римской империи «графское достоинство с нисходящим его потомством», признанный Петром I.

## Возвращение в Россию
По возвращении из-за границы граф Матвеев был поставлен во главе Навигацкой школы и Морской академии. С 1717 года — сенатор и президент Юстиц-коллегии. В 1718 году как член Верховного суда подписал смертный приговор царевичу Алексею Петровичу. В 1724—1725 годах возглавлял Московскую контору Правительствующего сената. В 1726 году проводил ревизию Московской губернии, где выявил во всех городах «непостижимое воровство и хищения». Виновные были сурово покараны, а один секретарь воеводской канцелярии даже повешен. Это было расценено при дворе как самоуправство и, очевидно, ускорило отставку Матвеева в 1727 году. 

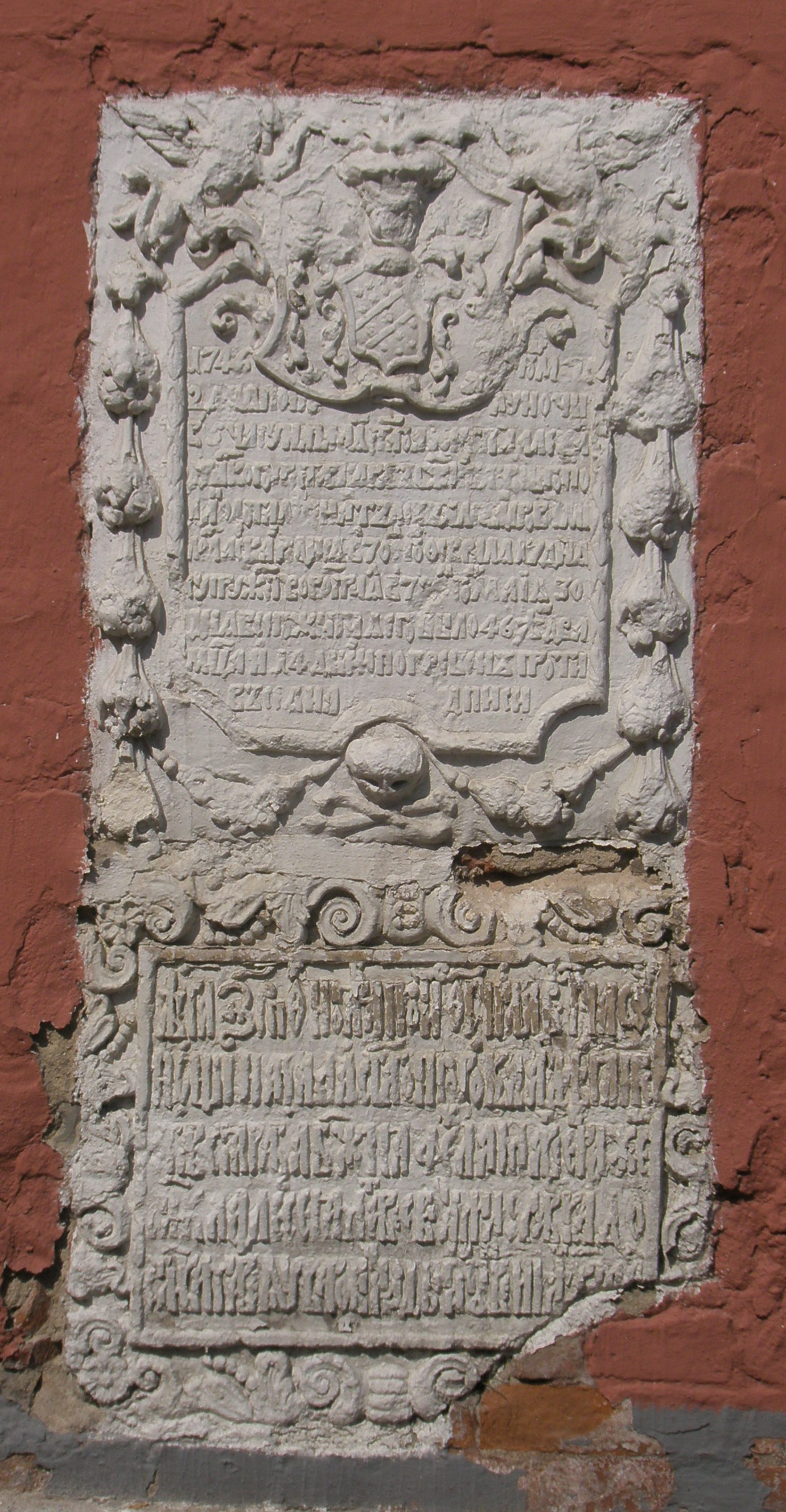
Надгробные плиты из церкви Николы на Столпах

В следующем году граф Матвеев умер и был похоронен рядом с отцом в московской церкви Николая в Столпах. По иронии судьбы, в том же храме находилась могила боярина Ивана Милославского, о надругательстве над телом которого Матвеев с восторгом поведал в своих записках. Памятник над могилой Матвеевых был решён в виде избы с высокой тёсовой крышей. В 1938 году церковь была снесена, и захоронение А. А. Матвеева было утрачено.

## Частная жизнь
Яркий представитель русских «западников», Матвеев-младший обладал едва ли не лучшей в России частной библиотекой, состоявшей из более чем тысячи книг, привезённых им из-за границы. Из этого книжного собрания известны по названиям 136 рукописей и 766 печатных книг (444 — на латыни, 155 — на французском, 43 — на польском).
Матвеев-младший основал в Гааге первую русскую духовную миссию при дипломатическом представительстве за границей. Священника для неё было указано подобрать Афанасию Холмогорскому. Московская домовая церковь Матвеева была необыкновенно хороша и богата образами, серебряными вещами и другими украшениями.
Эти и другие сведения о доме Матвеева на Маросейке сохранил для потомства камер-юнкер Берхгольц:

Граф Матвеев и дочь его, Румянцева, провели нас в залу, где должны были танцевать. Она необыкновенно хороша, украшена разными любопытными картинами и притом очень велика. Между многими редкими и замечательными картинами граф показывал нам портреты умершей жены своей, которая в молодости слыла совершенною красавицею, и теперешней госпожи Румянцевой, когда ей было не более года или двух лет. Она изображена нагою, но сделана прекрасно. В середине залы висела превосходная люстра, на которой было зажжено по крайней мере 20 толстых свечей, дававших, вместе с другими свечами, расставленными пирамидально на нижних окнах, большой свет.

### Литературная деятельность

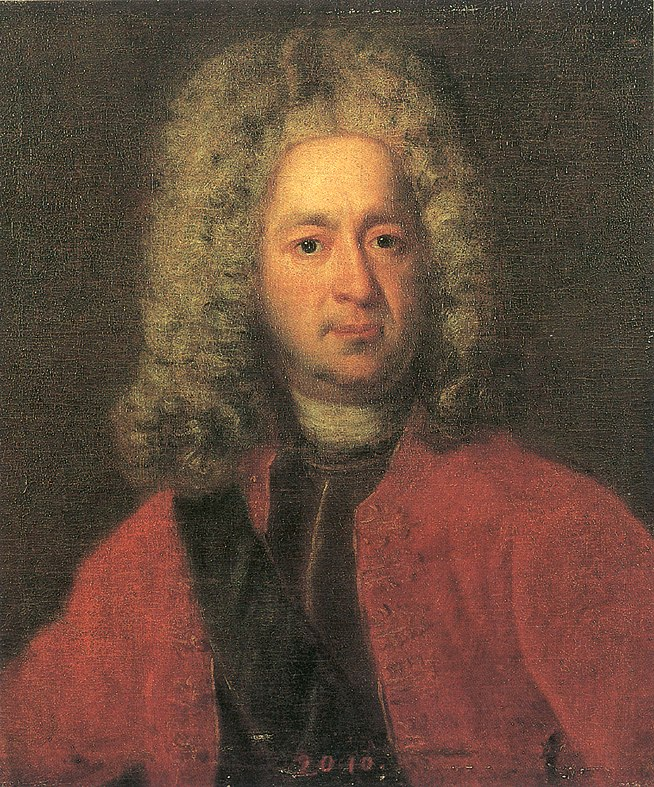
Портрет 1720-х годов

В последние годы жизни (быть может, под влиянием запросов Шафирова, которому императрица Екатерина I поручила написать историю Петра Великого) Матвеев составил описание Стрелецкого бунта 1682 года, вместе с кратким и неполным изложением последующих событий до 1698 года включительно. Книга написана витиеватым, деланным языком, с латинским строем речи, изобилует галлицизмами; освещение событий довольно пристрастное: на действия царевны Софьи и её партии наложены слишком тёмные краски, Нарышкины и особенно отец автора не в меру возвеличены.
«Дневник неофициальной миссии ко французскому двору» (1705—1706) — едва ли не первая русская книга о Франции. В этом сочинении Матвеев рассуждает о политическом устройстве государства Людовика XIV, о видных государственных мужах и художественных памятниках, даже «о метрессах, или любовницах королевских».

### Семья
В 1684 году первой женой Матвеева стала Анна Степановна Аничкова (1666 — 04.10.1698/9), дочь стольника Степана Александровича Аничкова. По воспоминаниям современника, она «была единственной женщиной в России, которая не пользовалась белилами и никогда не румянилась, поэтому была достаточно хороша собой».
Традиционно считается, что его следующей женой в конце 1720 года, после долгих лет его одиночества, стала Анастасия Ермиловна Аргамакова (ум. 1756) — мать рождённого в 1711 году А. М. Аргамакова (воспитывался в доме Матвеева) и вдова стольника М. М. Аргамакова, который был ещё жив в 1714 году. Анастасия стала сподвижницей мужа во всех его делах, числилась гофмейстериной курляндской герцогини Анны Иоанновны. Детей в этом браке не было. Встречается указание, что она, возможно, была урождённая княжна Барятинская, но «князя Ермила / Ермолая Барятинского» в генеалогических таблицах рода не обнаружено, а исследователь биографии её сына Д. Н. Костышин, пишет, что девичью фамилию Анастасии ему установить не удалось.

«При сём не мог я минуть, не донесши Вашей Светлости по моей обязательной должности, что я для соблюдения дому своего здесь помолвил женится на вдове Михайловской жене Аргамакова, усмотря её честное состояние, и к домостройству ум её мне прибыточен». (А. А. Матвеев кн. А. Д. Меншикову от 17 сентября 1720 г. из Москвы)

Однако известно, что в 1700-х годах во время посольской миссии Матвеева в Европу его также сопровождала супруга. Некоторые современные исследователи обычно указывают, что это была А. Е. Аргамакова. «Матвеев ехал в Париж со „своей фамилией“, то есть семьёй. Он был женат во второй раз на вдове Анастасии Ермиловне Аргамаковой, дочери князя Барятинского, которая и сопровождала его в поездке во Францию. После знакомства с нею во время своего визита к А. А. Матвееву 22 ноября (н. ст.) 1705 года д’Ибервиль написал в тот же день в письме к Торси: „Эта дама начинает понимать французскую речь и, как можно было заметить, довольно сведуща в делах“. В письме к нему же от 29 ноября (н. ст.) 1705 французский дипломат сообщает „Супруга посла — дочь кн. Борятинского, потомка одного из великих князей, чьи владения были захвачены примерно триста лет тому назад государем московским Василием“. Перед отъездом А. А. Матвеева из Франции ей был преподнесён 29 сентября (н. ст.) 1706 г. от имени короля бриллиантовый браслет стоимостью 3055 ливров. (…) Впоследствии она была придворной дамой царевны, а затем императрицы Анны Иоанновны. ». Из писем французского агента в Голландии Олливье: «… наш посол Московии собирается отбыть в Париж (…). Он берёт с собой супругу, детей и несколько слуг. (…) Её Высочество герцогиня Орлеанская давеча в лестных выражениях отзывалась о его супруге»; из дневника королевского поверенного по приёму послов Вильраса: «несколько недель назад прибыл в Париж, где поселился с супругой 2 в отеле „Голландия“ на ул. Коломбье Сен-Жерменского предместья, (…) Госпожа его супруга в тот же день удостоилась чести явиться на поклон к Её Светлости герцогине Бургундской и т. д.»
В Париже с супругов в мастерской Гиацинта Риго были написаны парные овальные портреты в европейском платье (оба — в Эрмитаже; портрет жены — как «Анастасия Ермиловна Матвеева»).
В Версале и Шарлоттенбургском дворце в Берлине хранятся одинаковые портреты похожей внешне на Марфу Фёдоровну Матвееву молодой женщины в богатейшем русском платье, аналогичном одеянию царевны Марфы на близком по стилю её портрете с собачкой и ранее считавшиеся изображением царевны Софьи, однако в последние годы эти портреты переатрибутированны искусствоведами как «Портрет жены московского посла (Андрея Матвеева) в жемчужном головном уборе» 1702 года (Версаль) и «Марфа Федоровна Барятинская, вторая жена русского посла Матвеева в Лондоне, 1699» (Шарлоттенбург) авторства Matthäus des Angles.
Даты путешествия и создания портретов приходятся ещё на период жизни стольника М. М. Аргамакова, то есть его будущая вдова Анастасия Ермиловна не могла быть женой Матвеева в тот период. Дата смерти первой жены, урождённой Аничковой (1699) — достоверна, будучи известна по надписи на надгробии. При этом французские источники не называют жену посла по имени, упоминая лишь как «в девичестве княжну Барятинскую».
Исходя из этого, очевидно, что на портретах изображена не А. Е. Аргамакова, которая стала третьей женой Матвеева, а его вторая жена. По мнению А. А. Дутова, это была Марфа Федоровна, урождённая Барятинская, дочь окольничего и воеводы князя Фёдора Юрьевича Барятинского и его второй супруги Анны Даниловны, урождённой княжны Велико-Гагиной. Д. Н. Костышин также пишет, что Матвеев вступал в брак трижды. Одна из дочерей Матвеева (Екатерина), судя по надписи на её надгробии, родилась 1 октября 1718 года, то есть второй брак Матвеева мог длиться долго — как минимум, с 1702 по 1718 год. Может быть, родами этой дочери М. Ф. Барятинская и умерла. Таким образом, все портреты «жены посла Андрея Матвеева», сохранившиеся до нашего времени, изображают именно её.

### Дети

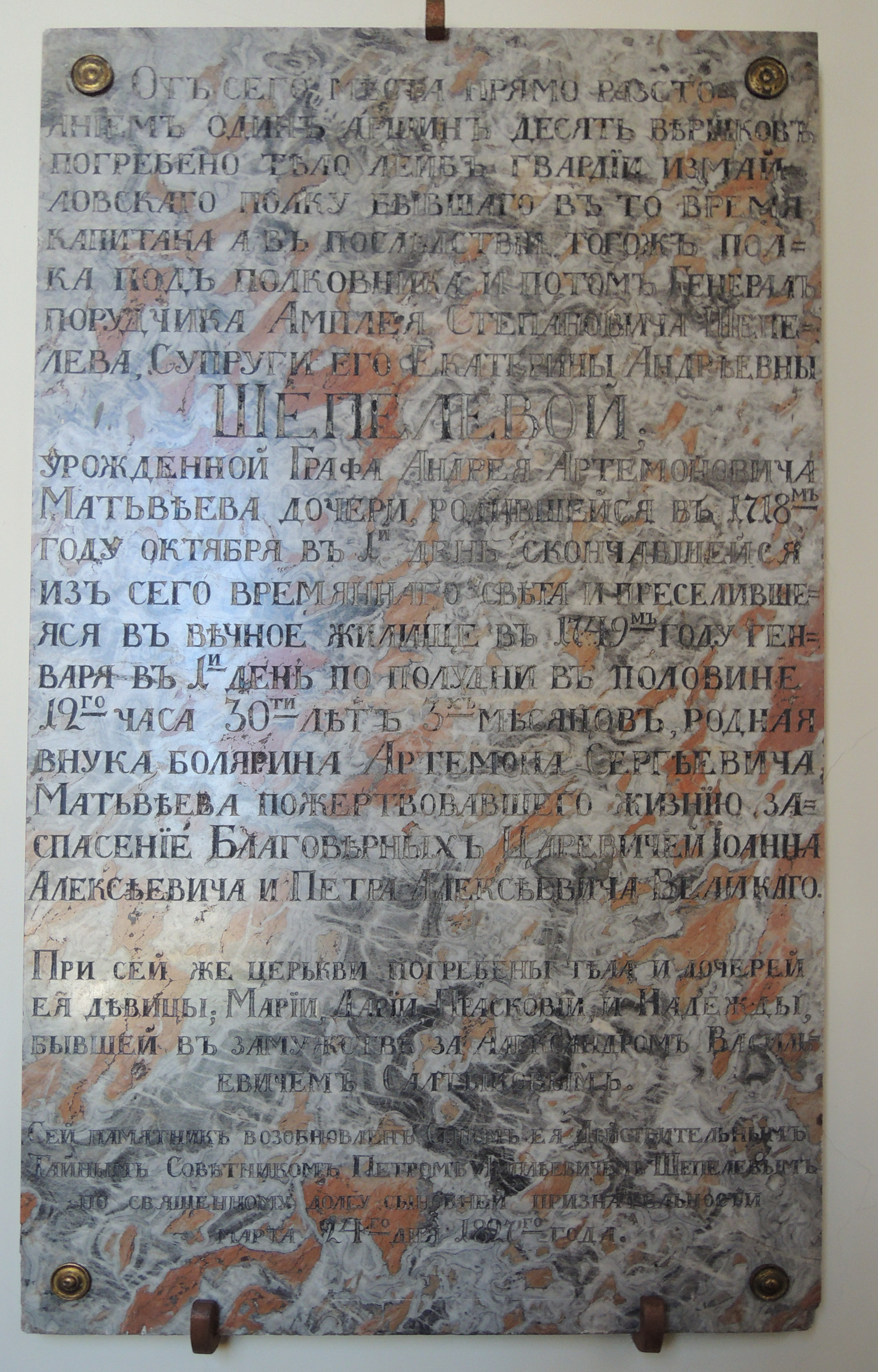
Плита над могилой Екатерины Матвеевой (Шепелевой)

1. Алексей Андреевич — умер в младенчестве.
2. Фёдор Андреевич (1696—1734), подполковник. Он запомнился как один из первых русских, вызвавших на дуэль. Со смертью холостого Фёдора Андреевича прекратился род графов Матвеевых, а их значительное состояние было разделено между наследниками трёх дочерей Андрея Артамоновича, причём в основном перешло к князьям Мещерским, роду прежде малозаметному.
3. Мария Румянцева (4 (14) апреля 1699—1788), предполагаемая фаворитка Петра I; с 1720 года замужем за Александром Ивановичем Румянцевым (1680—1749).
  1. Пётр Румянцев-Задунайский (1725—1796), знаменитый генерал-фельдмаршал.
  2. Екатерина Румянцева, замужем за генерал-лейтенантом Н. М. Леонтьевым; у них сын Михаил.
  3.  Дарья Румянцева (ум. 1817); 1-й муж — граф Ф. И. Вальдштейн (1719—1758), 2-й — князь Ю. Н. Трубецкой (1736—1811)
  4. Прасковья Румянцева (1729—1786), подруга Екатерины II, жена графа Я. А. Брюса.
4. Наталья Андреевна Матвеева (1700-е или 1710-е — после 1758), замужем за сенатором князем Василием Ивановичем Мещерским (1696—1776), вдовцом, женатым первым браком (с 1717) на Дарье Андреевне Римской-Корсаковой (1700—1724).
  1. Алексей Мещерский (1720—1782), пасынок Натальи Андреевны, действительный статский советник, был женат на Степаниде Фёдоровне Лопухиной (?—19.02.1799).
  2. Пётр Мещерский, премьер-майор в 1776 г.
  3. Прокофий Мещерский (1736—1818), генерал-лейтенант, гофмаршал.
  4. Сергей Мещерский (1737—1781), действительный статский советник; у него сыновья Иван (муж Софьи Сергеевны Всеволожской) и Пётр, дочь Анна, замужем за С. А. Мальцовым.
  5. Мария Васильевна (1743—1810), жена Василия Николаевича Самарина; их дочь была замужем за И. Н. Неплюевым.
5. Екатерина[35] Андреевна Матвеева (01.10.1718 — 01.01.1749)[36] — замужем за генералом Амплием Степановичем Шепелевым.
  1. Пётр Шепелев (1737—1828), действительный тайный советник, генерал-поручик.
  2. Фёдор Шепелев, в 1755 г. гвардии сержант.
  3. девицы Мария, Дарья, Прасковья.
  4. Надежда Амплиевна, замужем за Александром Васильевичем Салтыковым.